# Catch You
"Catch You" (em coreano: 애타게 Get하게) é uma canção composta por Seo Yong-bae e Iggy para integrar o primeiro extended play (EP) do do grupo feminino sul-coreano P.O.P (em coreano: 피오피; abreviação de Puzzle Of POP), intitulado Puzzle Of POP.
A canção se tornou o primeiro sucesso de P.O.P. Após seu lançamento, em 26 de julho de 2017, o grupo foi acusado de plágio, pelo fato da canção ser semelhante a "Fingertip" do grupo feminino sul-coreano GFriend.

## Antecedentes e lançamento
Em 8 de junho, a DWM Entertainment publicou a primeira foto oficial de P.O.P, com os nomes de cada integrante. Em 10 de junho, os nomes completos de cada uma delas. Em 30 de junho, a agência lança vídeos individuais de cada menina, parodiando o programa Produce 1O1, intitulado de Produce P.O.P.
Em 10 de julho, a agência anuncia a data oficial do debut de P.O.P, que ocorrerá dia 26 de julho.
No dia 19 de julho, a DWM Entertainment publica o primeiro teaser do primeiro videoclipe do grupo, a tracklist e a pré-visualização do primeiro mini-álbum, Puzzle Of POP.
Em 26 de julho de 2017, P.O.P lançou seu primeiro videoclipe, "Catch You (애타게 Get하게)", juntamente com o extended play Puzzle Of POP, com sete faixas.

## Videoclipe
O videoclipe foi lançado 26 de julho de 2017 no canal oficial de P.O.P no YouTube. No videoclipe, as garotas recebem um enigma que elas têm que resolver através de uma ‘caçada ao tesouro’.

## Lista de faixas
| N.º            | Título                                     | Letras                   | Música                   | Arranjo           | Duração |  |
| 1.             | "Start 161516"                             |                          | Seo Yong-bae Iggy [ 22 ] | Seo Yong-bae Iggy | 1:14    |  |
| 2.             | "'Catch You' (애타게 Get하게)"             | Seo Yong-bae Iggy        | Seo Yong-bae Iggy [ 20 ] | Seo Yong-bae Iggy | 3:28    |  |
| 3.             | "Secret Diary (비밀일기)"                  | 3B                       | 3B [ 19 ]                | Seo Yong-bae Iggy | 3:43    |  |
| 4.             | "Walk One Step At A Time (한 걸음씩 걷기)" | Choi Yong Chan           | Choi Yong Chan [ 18 ]    | Choi Yong Chan    | 3:02    |  |
| 5.             | "Yip Pee"                                  | Arukon Jiwoo Song Jun Ho | Arukon Jaffy [ 11 ]      | Arukon            | 3:16    |  |
| 6.             | "Memory"                                   | Seo Yong-bae Iggy        | Seo Yong-bae Iggy [ 18 ] | Seo Yong-bae Iggy | 3:30    |  |
| 7.             | "Catch You (애타게 Get하게) (Inst.)"       |                          | Seo Yong-bae Iggy [ 11 ] | Seo Yong-bae      | 3:28    |  |
| Duração total: | Duração total:                             | Duração total:           | Duração total:           | Duração total:    | 20:61   |  |